# Municipio de Oshtemo
El municipio de Oshtemo (en inglés: Oshtemo Township) es un municipio ubicado en el condado de Kalamazoo en el estado estadounidense de Míchigan. En el año 2010 tenía una población de 21705 habitantes y una densidad poblacional de 232,76 personas por km².

## Geografía
El municipio de Oshtemo se encuentra ubicado en las coordenadas 42°17′17″N 85°42′20″O / 42.28806, -85.70556. Según la Oficina del Censo de los Estados Unidos, el municipio tiene una superficie total de 93.25 km², de la cual 92.9 km² corresponden a tierra firme y (0.37%) 0.35 km² es agua.

## Demografía
Según el censo de 2010, había 21705 personas residiendo en el municipio de Oshtemo. La densidad de población era de 232,76 hab./km². De los 21705 habitantes, el municipio de Oshtemo estaba compuesto por el 79.97% blancos, el 12.19% eran afroamericanos, el 0.31% eran amerindios, el 2.77% eran asiáticos, el 0.04% eran isleños del Pacífico, el 1.38% eran de otras razas y el 3.34% pertenecían a dos o más razas. Del total de la población el 4.04% eran hispanos o latinos de cualquier raza.